# Rắn vảy gai
Atheris hispida là một loài rắn sống trong những khu rừng mưa của Trung Phi, rắn vảy gai nhỏ nhưng rất độc được chú ý bởi đôi mắt lớn và những chiếc vảy nhọn trên thân xếp đè lên nhau như lợp ngói, trông giống như lông (nên người ta còn gọi là rắn có lông nhưng thật ra không phải). Rắn vảy gai chỉ dài 75 cm, con đực lớn hơn con cái (điều bất thường ở các loài rắn). Chúng có răng nanh dài nhưng quặp vào trong như đa số rắn. Nọc của chúng làm máu không đông, rất độc nhưng đã có thuốc giải độc. Vết cắn đau, sưng, thường gây tử vong nếu không cấp cứu kịp thời. May là chúng cực hiếm và sống xa người. Chúng từng được xuất hiện trong một nhạc phẩm "Look What You Made Me Do" của Taylor Swift dài 10 giây, quay cận cảnh một chiếc đuôi rắn.